# Mark Farren
Mark Farren (Greencastle, 1º maggio 1982 – Moville, 3 febbraio 2016) è stato un calciatore irlandese, di ruolo attaccante.

## Carriera
Ha iniziato la sua carriera calcistica con un periodo nel quale subì vari infortuni nelle giovanili del Tranmere Rovers. In seguito a questo passò al Huddersfield Town e successivamente ritorno nel suo paese di origine per giocare con il Finn Harps. La mancanza di opportunità in prima squadra videro Farren costretto a trasferirsi al Monaghan United, in League of Ireland First Division, dove riuscì a far parte della prima squadra e velocemente si guadagnò la fama di attaccante promettente, veloce e dal grande potenziale. Passa al Derry City nel 2003 a parametro zero e, nonostante iniziò la stagione 2004 dalla panchina, Farren riuscì a guadagnarsi un posto da titolare sotto la guida di Gavin Dykes. La sua importanza per il club si espresse quando mise a segno una cruciale tripeletta contro il Limerick e un altro goal contro la sua ex squadra, il Finn Harps, nei play-off promozione/retrocessione.
Nella stagione 2005 fu il secondo miglior realizzatore con 18 gol in campionato in 31 presenze e 22 gol in tutte le competizioni, venendo eletto PFAI Player of the Year. Con l'arrivo di Kevin McHugh e la consacrazione di Gary Beckett come miglior attaccante della lega, il posto da titolare di Farren fu messo in discussione nella stagione 2006. Tuttavia riuscì a tornare alla forma che mostrò nella stagione precedente e riuscì a mantenere un posto fisso nella squadra, con un ottimo finale di stagione che permise al Derry City di vincere la FAI Cup. Il suo apporto aiutò anche a mantenere la sua squadra in lotta per il titolo fino alle ultime giornate venendo però sconfitti dai rivali di Dublino dello Shelbourne solo per differenza reti. Farren finì la stagione 2006 con 18 reti segnate in campionato.
Nel 2010 Farren fu fondamentale nella promozione del Derry City dalla First Division segnando 20 goal in campionato. Farren segnò il goal della vittoria nell'ultima giornata contro il Monagahan United che permise al Derry di vincere il campionato di First Division anche se fu costretto a interrompere la sua carriera calcistica a causa di un tumore al cervello.
(manager del Derry City Stephen Kenny.)
Mark Farren si ritirò dal calcio dopo che il Derry City ottenne la promozione in Premier League a causa del tumore benigno al cervello che gli fu diagnosticato anche se gli fu detto che avrebbe potuto riprendere l'attività presto sia come giocatore che nel ruolo di allenatore.
Nel maggio 2011 annunciò il suo ritorno in campo e riprese ad allenarsi con il Derry City a seguito di un recupero eccezionale e sarebbe tornato a giocare di nuovo per la squadra una volta riacquistata la piena forma partita.
Fu convocato per l'importante trasferta contro lo Sligo Rovers all'inizio del settembre 2011.
Commentando il tentativo di Farren di superare il record di goal di Liam Coyle, Kenny ha detto:
(manager del Derry City Stephen Kenny.)
Nell'agosto 2012 fu annunciato che Farren vorrebbe trasferirsi al Glenavon F.C. nel gennaio 2013 dopo aver firmato un pre-contratto.
È morto a causa di un cancro fulminante al cervello il 3 febbraio 2016, a 33 anni. 

## Palmarès

### Club

#### Competizioni nazionali
- Coppa d'Irlanda: 1

Derry City: 2006
- Coppa di Lega irlandese: 4

Derry City: 2005, 2006, 2007, 2008

### Individuale
- Giocatore dell'anno della PFAI: 1

2005
- Capocannoniere del campionato irlandese: 1

2008 (19 gol)